# Jeorjos Wamwakas
Jeorjos Wamwakas, gr. Γεώργιος Βαμβακάς (ur. 1 stycznia 1960) – grecki lekkoatleta specjalizujący się w biegach sprinterskich i płotkarskich, uczestnik letnich igrzysk olimpijskich w Los Angeles (1984).

## Kariera sportowa
W 1979 zdobył w Bydgoszczy tytuł mistrza Europy juniorów w biegu na 400 metrów przez płotki. W 1984 wystartował w igrzyskach olimpijskich w Los Angeles, nie zdobywając kwalifikacji do finału biegu na 400 metrów przez płotki.
Czterokrotnie (1983, 1984, 1985, 1987) zdobył tytuły mistrza Grecji w biegu na 400 metrów przez płotki. Był również mistrzem kraju w biegu na dystansie 200 metrów (1985).

## Rekordy życiowe
- bieg na 400 metrów przez płotki – 49,47 – Budapeszt 14/07/1985